# Llista de Lloctinents del Regne d'Aragó
El lloctinent del regne d'Aragó era el representant del rei al Regne d'Aragó. A mitjans del segle XVI s'introduí el mot virrei, que acabà per substituir totalment el de lloctinent.
- Alfons d'Aragó, bisbe de Saragossa 1485-1511
- Germana de Foix (reina, tinent general) 1512-1516
- Alfons d'Aragó, bisbe de Saragossa (segona vegada) 1516-1520
- Joan V de Lanuza 1520-1535
- Betrán de la Cueva y Álvarez de Toledo, duc d'Alburquerque 1535-1539
- Pedro Manrique de Luna y de Urrea, comte de Morata de Jalón 1539-1554
- Diego Hurtado de Mendoza y de la Cerda, príncep de Melito 1554-1564
- Ferran d'Aragó i de Gurrea, bisbe de Saragossa 1566-1575
- Artal de Alagón y Luna, comte de Sástago 1575-1588
- Iñigo de Mendoza y de la Cerda y Manrique de Luna, marquès d'Almenara 1588
- Miguel Martínez de Luna y Mendoza, comte de Morata de Jalón 1592-1593
- Diego Fernández de Cabrera Bobadilla y Mendoza, comte de Chinchón 1593-1601
- Beltrán de la Cueva y Castilla, duc d'Alburquerque 1601-1602
- Ascanio Colonna, cardenal 1602-1604
- Gastó de Montcada i Grada, marquès d'Aitona 1604-1610
- Diego de Pimentel y Enríquez, marquès de Los Gelves 1617-1620
- Ferran de Borja i d'Aragó, comte de Mayalde 1621-1632
- Girolamo Carraffa e Carrascciolo, marquès de Montenegro 1632-1636
- Pedro Fajardo de Zúñiga y Requesens, Marquès de Los Vélez 1635-1638
- Francesco Maria Carraffa e Carraffa, duc de Nochera 1639-1640
- Enrique de Pimentel y Moscoso, marquès de Tavara 1641
- Teodoro Trivulzio, príncep de Trivulzio, cardenal 1642-1645
- Bernadino Fernández de Velasco Tovar y Córdoba de Aragón, duc de Frias 1645-1647
- Francisco de Melo (comte d'Assumar) 1647-1649
- Francisco Fernández de Castro Andrade de Portugal e Legnano de Gattinara, comte de Lemos i comte d'Andrade 1649-1653
- Fabrizzio Pignatelli, príncep de Nòia, duc consort de Monteleone 1654-1657
- Niccolò Ludivisi, príncep de Piombino i Venosa 1659-1662
- Ferran de Borja d'Aragó i Barreto, comte de Mayalde 1662-1664
- Francisco de Idiáquez de Butrón Mogica y de Álava, duc de Ciudad Real 1664-1667
- Ettore Pignatelli d'Aragona e Cortés, duc consort de Terranova, príncep de Nòia, duc de Monteleone 1668
- Pedro Pablo Ximénez de Urrea Fernández de Heredia y Zapata, comte d'Aranda 1668-1669
- Joan Josep d'Àustria 1669-1676
- Lorenzo-Onoffrio Colonna e Gioeni-Cardona, príncep de Paliano 1678-1681
- Jaime Fernández de Hixar-Silva Sarmiento de la Cerda, duc d'Hixar 1681-1687
- Carlo Antonio Spinelli, prince of Cariati, duc de Seminara 1688-1691
- Baltasar de los Cobos Luna Sarmiento de Mendoza Zúñiga y Manrique, marquès de Camarasa 1692-1693
- Juan Manuel Fernández Pacheco-Cabrera de Bobadilla y de Zúñiga, marquès de Villena i duc d'Escalona 1693-1695
- Domenico del Giudice e Palagno, duc de Giovenazzo, príncep de Cellamare 1695
- Baltasar de los Cobos Luna Sarmiento de Mendoza Zúñiga y Manrique, marquès de Camarasa 1696-1699 (segona vegada)